# طلحة بن مصرف
أبو محمد طلحة بن مصرف اليامي (المتوفي سنة 112 هـ) تابعي ومقرئ كوفي، وأحد رواة الحديث النبوي.

## سيرته
يعد أبو محمد طلحة بن مصرف اليامي من تابعي أهل الكوفة، وهو من يام أحد بطون همدان. حفظ طلحة بن مصرف القرآن، وعرضه على يحيى بن وثاب، كما برع في قراءته وتجويده، فلم يكن يخطئ أو يلحن، حتى صار أهل الكوفة يقرؤون عليه القرآن، وسمّوه «سيد القراء». ولما بلغ طلحة ذلك، ذهب إلى الأعمش، وقرأ عليه، فانصرف الناس عنه، وقرأوا على الأعمش.
وقد أثنى الكثيرون على طلحة، فقال عبد الملك بن أبجر: «ما رأيت طلحة بن مصرف في ملأ، إلا رأيت له الفضل عليهم»، وقال الحريش بن سليم: «شهدت أبا إسحاق وسلمة بن كهيل وحبيب بن أبي ثابت وأبا معشر، كلهم يقول: لم أر مثل طلحة، أو ما أدركت مثل طلحة، وقد رأوا أصحاب عبد الله»، وقال ليث بن أبي سليم: «أمرني مجاهد أن ألزم أربعة، أحدهم طلحة بن مصرف»، وقال عبد الله بن إدريس الكوفي: «ما رأيت الأعمش يثني على أحد أدركه، إلا على طلحة بن مصرف».
أما عن ميول طلحة وآرائه، فقد خالف أهل الكوفة في حبه لعثمان، فقد قال العجلي عنه: «كان عثمانيًا، يفضل عثمان على علي، وكان من أقرأ أهل الكوفة وخيارهم»، وخالفهم أيضًا في تحريمه للنبيذ، وكان في مذهب أهل الكوفة، أن خمر العنب قليله وكثيره مُحرّم، بينما خمر غير العنب لا يُحرّم إلا إذا أسكر. كما أنه كان كارهًا للشيعة، فقد روى الحسن بن عمرو أنه طلحة بن مصرف قال له: «لولا أني على وضوء، لأخبرتك بما تقول الرافضة».
كان طلحة بن مصرف من قراء أهل الكوفة الذين خرجوا في وقعة دير الجماجم في زمن الحجاج بن يوسف الثقفي، إلا أنه لم يشارك في القتال. وقد توفي طلحة بن مصرف آخر سنة 112 هـ، وقيل سنة 113 هـ.

## روايته للحديث النبوي
- روى عن: أنس بن مالك وعبد الله بن أبي أوفى ومرة بن شراحيل الطيب وزيد بن وهب ومجاهد بن جبر وخيثمة بن عبد الرحمن وذر بن عبد الله الهمداني وأبي صالح السمان[1] والأغر أبي مسلم وسعيد بن جبير وسعيد بن عبد الرحمن بن أبزى وعبد الرحمن بن عوسجة وأبي ميسرة عمرو بن شرحبيل وعميرة بن سعد ومصعب بن سعد بن أبي وقاص وهذيل بن شرحبيل ويحيى بن سعيد الأنصاري وأبي بردة بن أبي موسى الأشعري.[3]
- روى عنه: ابنه محمد بن طلحة بن مصرف ومنصور بن المعتمر وسليمان بن مهران الأعمش ومالك بن مغول وشعبة بن الحجاج[1] وأبان بن تغلب وإدريس بن يزيد الأودي وإسماعيل بن أبي خالد والحريش بن سليم والحسن بن عبيد الله النخعي ورقبة بن مصقلة وزبيد اليامي والزبير بن عدي وزيد بن أبي أنيسة وعبد الله بن شبرمة وعبد الرحمن بن زبيد اليامي وعبد الملك بن سعيد بن أبجر وعيسى بن عبد الرحمن السلمي وعيسى بن المختار بن عبد الله بن عيسى بن عبد الرحمن بن أبي ليلى وفطر بن خليفة ومسعر بن كدام وهانئ بن أيوب الحنفي وأبو إسحاق السبيعي وأبو سعد البقال.[3]
- الجرح والتعديل: قال عنه ابن سعد: «كان ثقة، له أحاديث صالحة»،[2] وقد وثّقه يحيى بن معين وأبو حاتم الرازي والعجلي، كما روى له الجماعة.[3]